# Трофим Юзефович
Трофим Павлович Юзефович (на руски: Трофим Павлович Юзефович) е руски дипломат, служил на Балканите и в Близкия изток в края на XIX век.

## Биография
Роден е в 1840 година. Завършва Трета санктпетербургска гимназия.
Юзефович е руски консул в Тулча в 1871 година. От същата 1871 година е член на Санктпетербургското Славянско общество. От 1876 до избухването на Руско-турската война в 1877 година Юзефович е руски генерален консул в Солун. Докато е в Солун поддържа връзки със Стефан Веркович.
Юзефович участва в дейността на Временното руско управление на българските земи. В 1877 година е назначен за губернатор на освободената Тулча. По-късно е чиновник в Канцеларията на императорския комисар. След приемането на Търновската конституция през април 1879 година на 25 май Канцеларията за общи дела и дипломатически отношения, начело с Михаил Домонтович е закрита и на нейно място е създаден Отдел за външните работи на Княжество България, начело с Юзефович. Целта на отдела е да подготвя българи за служба в бъдещето българско външно министерство. Отделът функционира до юни 1879 година.
Умира в 1883 година.

## Трудове
- Юзефовичь, Т. П. Договоры Россіи съ Востокомъ политическіе и торговые.   С. Петербургъ, Типографія О. И. Бакста, 1869. Посетен на 1 февруари 2015. Архив на оригинала от 2017-02-04 в Wayback Machine.